# 米德瓦尔 (犹他州)
米德瓦尔（英文：Midvale），是美国犹他州盐湖县下属的一座城市。建市于 不明年份年，面积大约为5.93平方英里（15.4平方公里），海拔约为4,383英尺（1,336米）。根据2010年美国人口普查，该市有人口27,964人。